# Метцентин, Эстер
Эстер Мария Метцентин (нем. Esther Maria Metzenthin; 22 сентября 1910, Филадельфия — 9 апреля 1964) — американский филолог-германист. Дочь филолога Э. К. П. Метцентина.
Окончила Университет Дьюка (1929), стажировалась в Боннском (1930—1931) и Берлинском (1932—1933) университетах. В 1935 году защитила докторскую диссертацию в колледже Брин-Мар, в дальнейшем переработала её в монографию «Имена местностей и людей в древнеисландских письменных памятниках» (нем. Die Länder- und Völkernamen im altisländischen Schrifttum; 1941), опубликованную колледжем и получившую высокие оценки специалистов. В 1935—1938 гг. преподавала в женском колледже Рэндолфа-Макона, в 1938—1945 гг. в Бивер-колледже (ныне Университет Аркадия). В 1945—1947 гг. сотрудник военного министерства США, с 1947 г. аналитик в американской оккупационной администрации в Германии. В конце жизни вновь профессор в колледже Рэндолфа-Макона.